# Hermann Hupfeld
Pour les articles homonymes, voir Hupfeld.
Ne doit pas être confondu avec Herman Hupfeld (1894-1951), chansonnier américain.
Hermann Hupfeld, né le 31 mars 1796 à Marbourg et mort le 24 avril 1866 à Halle-sur-Saale, est un bibliste protestant allemand, orientaliste et hébraïsant connu pour son exégèse historico-critique de l’Ancien Testament.

## Biographie
Après ses études de philosophie à l'université Martin-Luther de Halle-Wittenberg, Hermann Hupfeld est nommé professeur de théologie à l’université de Marbourg. Il se spécialise dans l’étude des langues sémitiques puis devient professeur d’hébreu biblique à l’université de Halle, où il succède à son ancien maître, Wilhelm Gesenius.
En 1865, il est soupçonné d’hérésie par des disciples d’Ernst Wilhelm Hengstenberg, accusation dont il est innocenté par l’ensemble de la faculté, August Tholuck et Julius Müller s’étant portés garants de son orthodoxie.

## Travaux
Ses premières œuvres dans le domaine de la philologie sémitique sont les Exercitationes Aethiopicae (1825) et le De emendanda ratione lexicographiae Semiticae (1827), suivis par des ouvrages consacrés à la grammaire hébraïque : Ausführliche Hebräische Grammatik (1841) et De rei grammaticae apud Judaeos initiis antiquissimisque scriptoribu (1846).
En exégèse biblique, son étude majeure reste son analyse des Psaumes : Die Psalmen. Übersetzt und ausgelegt (1855 et 1861).

## Autres publications
- Über Begriff und Methode der sogenannten biblischen Einleitung (Marburg, 1844)
- De primitiva et Vera festorum apud Hebraeos ratione (Halle, 1851–1864)
- Die Quellen der Genesis von neuem untersucht (Berlin, 1853)
- Die heutige theosophische oder mythologische Theologie und Schrifterklärung (1861).